# TRAPPIST-1h
TRAPPIST-1h, також 2MASS J23062928-0502285 h, — це екзопланета, яка обертається навколо надхолодного червоного карлика TRAPPIST-1. Знаходиться на відстані 39 світлових років (12 парсек) від Землі в сузір'ї Водолія. Виявлена 2017 року за допомогою космічного телескопа Спітцер. Протягом 2017 та 2018 років більше досліджень змогли уточнити її фізичні параметри.
Найвіддаленіша від зірки планета системи TRAPPIST-1. Як і інші планети системи, має досить багато води в своєму складі.

## Характеристики

### Маса, радіус та температура
TRAPPIST-1h має радіус 0,773 R, масу 0,331 M і близько 56 % гравітації Землі. Вона має щільність 3,97 г / см3, надзвичайно подібну до щільності Марса. З огляду на таку щільність, приблизно ≤5 % її маси має становити вода, ймовірно, у формі товстої крижаної оболонки, оскільки вона отримує лише близько 13 % світла, порівняно з тим, скільки отримує Земля. Планета має рівноважну температуру 169 К (-104 ° С; −155 ° F).

### Орбіта
Незважаючи на те, що це найвіддаленіша планета в своїй системі, TRAPPIST-1h обертається навколо своєї зірки-господаря з періодом орбіти 18.868 днів і радіусом орбіти близько 0,0619 а.о. Це навіть менше, ніж орбіта Меркурія навколо Сонця (що становить приблизно 0,38 а.о.).